# Gustav von Seckendorff (Philosoph)
Gustav Anton Freiherr von Seckendorff (* 20. November 1775 in Meuselwitz; † 1823 in Alexandria, Louisiana) war ein deutscher Schriftsteller, Schauspieler und Deklamator.

## Herkunft
Gustav Anton Freiherr von Seckendorff war ein Sohn des Oberst der Infanterie Friedrich Carl Freiherr von Seckendorff (1727–1799) und der Charlotte Friederike Henriette, geborene von Tümpling-Sorna (* 16. Juni 1737). Er hatte mehrere Brüder, darunter der Politiker Friedrich Bernhard (1772–1852) und der Schriftsteller Christian Adolf (1767–1833).

## Leben
Seckendorff studierte seit 1791 in Leipzig, Freiburg und Wittenberg. 1796 ging er in die Vereinigten Staaten und unterrichtete in Pennsylvania Musik und Deklamation. 1798 kehrte er wieder nach Deutschland zurück und fand Anstellung in kursächsische Diensten. 1804 wurde er Amtmann in Torgau und zwei Jahre später Kammerjunker. Auf Veranlassung von Herzog Friedrich trat Seckendorff im Mai 1807 als Kammerdirektor in dessen Dienste in Hildburghausen. Da er für seine angestrengten Reformen keine Unterstützung fand, nahm er bereits nach sieben Monaten seinen Abschied, der ihm unter Verleihung des Charakters eines Geheimen Rats gewährt wurde.
Inspiriert von Henriette Hendel-Schütz bereiste er von 1808 bis 1812 unter dem Namen Patrik Peale (bzw. Patrick Peale) als Deklamator, Schauspieler und mimischer Künstler die deutschen Länder. Im Sommer 1811 besuchte er in Eutin den Maler Johann Heinrich Wilhelm Tischbein. 1811 wurde er in Göttingen Dr. der Philosophie, habilitierte sich im Jahr darauf an der dortigen Universität und hielt Vorlesungen als Privatdozent. 1814 übernahm Seckendorff eine Professur für Philosophie und Ästhetik am Collegium Carolinum in Braunschweig. 1821 ging er wieder nach Amerika, wo er zwei Jahre später im Sommer in Alexandria, Louisiana, in Armut starb.

## Familie
Er heiratete am 28. Oktober 1796 in Havre de Grace, Maryland die in Philadelphia geborene Betty Lechler (1782–1858). Das Paar hatte mehrere Kinder:
- Eduard (1797–1863), Herzoglich sachsen-altenburgischer Hofrat und Königlich sächsischer Bezirksarzt ⚭ 24. August 1824 Emilie Laub (1802–1865)
- William (1799–1863), Herzoglich braunschweigischer Salinendirektor ⚭ 8. August 1824 Jeannette Hartmann (1805–1886)
- Robert (1801–1882), Herzoglich sachsen-coburg und gothaischer Hauptmann

⚭ 12. Januar 1831 Julie Glenck (1808–1834)
⚭ 9. Oktober 1836 Isidore von Heldreich (1812–1891)
- Richard (1810–1887), Fürstlich reußischer Major ⚭ 16. Februar 1855 Thekla von Beulwitz (1831–1906)
- Evan (1821–1882), preußischer Oberstleutnant und Fürstlich reußisch-schleizischer Kammerherr

⚭ 8. April 1847 Pauline von Flemming (1826–1864)
⚭ 9. Dezember 1869 Hedwig Ribbentrop (1841–1912)

## Werke
- Otto III. Ein Trauerspiel in fünf Aufzügen. Torgau 1805.
- Kritik der Kunst. Göttingen 1812.
- Vorlesungen über die bildende Kunst des Alterthums und der neuern Zeit: mit Beiträgen zur Künstlerentwickelung. Aarau 1814.
- Orsina. Trauerspiel in fünf Aufzügen, als Folgestück auf Lessings Emilia Galotti. Braunschweig 1815.
- Vorlesungen über Deklamation und Mimik. Braunschweig 1816.
- Grundzüge der philosophischen Politik. Ein Handbuch bei Vorträgen. Leipzig 1817.